# مارکو مارولیچ
مارکو مارولیچ (کرواتی: Marko Marulić؛ ۱۸ اوت ۱۴۵۰ – ۵ ژانویهٔ ۱۵۲۴) شاعر، وکیل، قاضی و انسان‌گرای رنسانس کروات بود که اصطلاح «روان‌شناسی» را ابداع نمود. او شاعر ملی کرواسی است.
مارولیچ را «تاج قرون وسطی کرواسی»، «پدر رنسانس کرواسی» و «پدر ادبیات کرواتی» خوانده‌اند.